# Tour Colombia
Il Tour Colombia, in precedenza Colombia Oro y Paz, è una corsa a tappe maschile di ciclismo su strada che si svolge ogni anno nel mese di febbraio in Colombia. Creata nel 2018, fa parte del calendario UCI America Tour come evento di classe 2.1.

## Albo d'oro
Aggiornato all'edizione 2020.
| Anno | Vincitore                                        | Secondo                                          | Terzo                                            |
| ---- | ------------------------------------------------ | ------------------------------------------------ | ------------------------------------------------ |
| 2018 | Egan Bernal                                      | Nairo Quintana                                   | Rigoberto Urán                                   |
| 2019 | Miguel Ángel López                               | Iván Sosa                                        | Daniel Martínez                                  |
| 2020 | Sergio Higuita                                   | Daniel Martínez                                  | Jonathan Caicedo                                 |
| 2021 | non disputata a causa della pandemia di COVID-19 | non disputata a causa della pandemia di COVID-19 | non disputata a causa della pandemia di COVID-19 |
| 2022 | non disputata a causa della pandemia di COVID-19 | non disputata a causa della pandemia di COVID-19 | non disputata a causa della pandemia di COVID-19 |
| 2023 | cancellata per motivi finanziari                 | cancellata per motivi finanziari                 | cancellata per motivi finanziari                 |
| 2024 | Rodrigo Contreras                                | Richard Carapaz                                  | Jonathan Caicedo                                 |